# Национальный театр Северной Греции

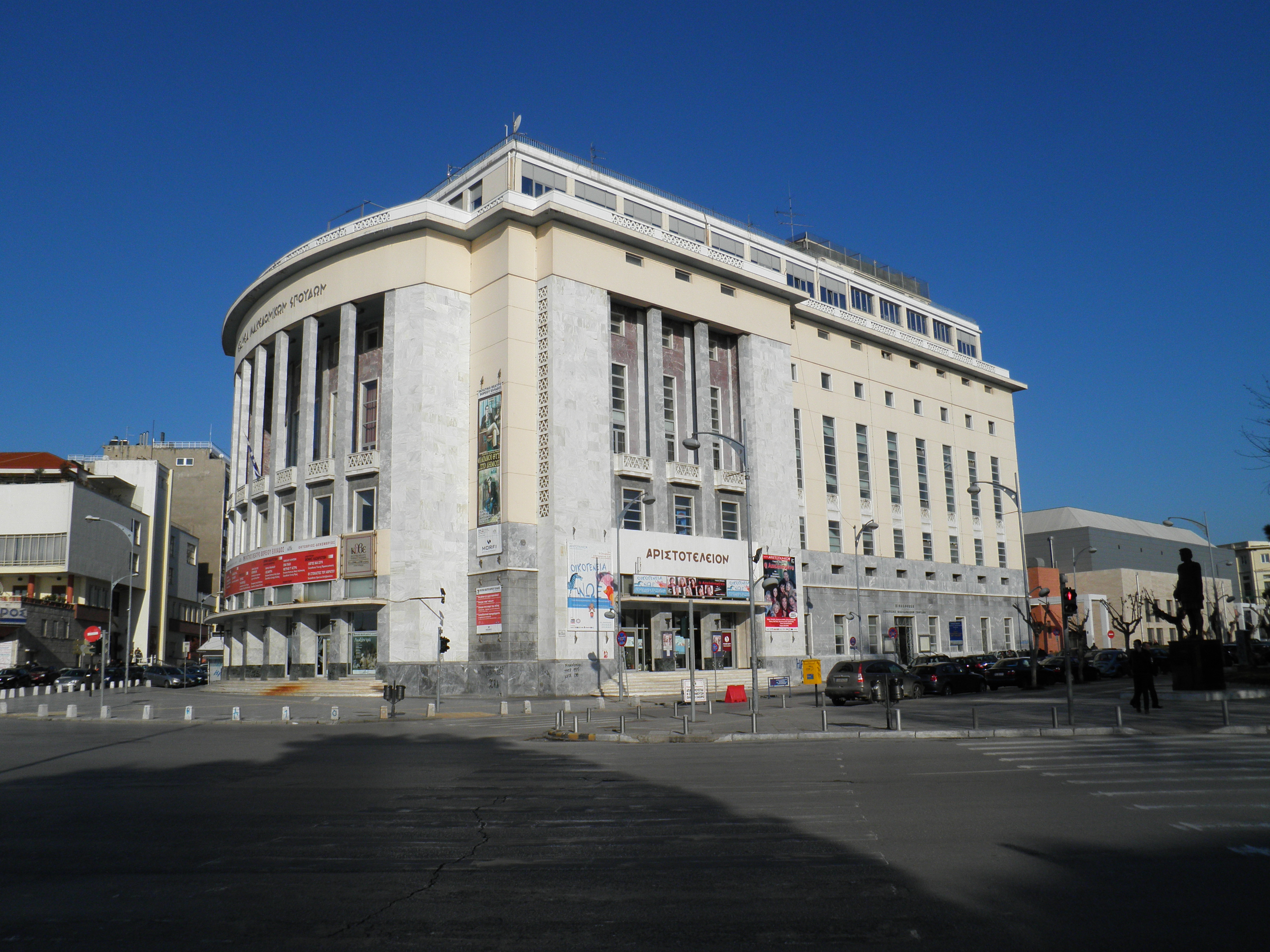
Национальный театр Северной Греции

Национальный театр Северной Греции был основан в Салониках 13 января 1961 года.
Летом 1961 года был поставлен первый спектакль — «Царь Эдип» Софокла.
В 1963 году был поставлен спектакль по пьесе «Остров Афродиты» Алексиса Парниса, главную роль исполнила Кивели (греч. Κυβέλη).